# Savigny-le-Sec
Savigny-le-Sec település Franciaországban, Côte-d’Or megyében. Lakosainak száma 883 fő (2022. január 1.). Savigny-le-Sec Épagny, Marsannay-le-Bois, Messigny-et-Vantoux, Norges-la-Ville és Saussy községekkel határos.

## Népesség
A település népessége az elmúlt években az alábbi módon változott:
| Lakosok száma | 219  | 737  | 741  | 813  | 819  | 823  | 844  | 861  | 862  | 883  |
|               | 1968 | 1982 | 1990 | 2006 | 2012 | 2015 | 2017 | 2019 | 2020 | 2022 |